# Aaron T. Bliss
Aaron Thomas Bliss, född 22 maj 1837 i Madison County, New York, död 16 september 1906 i Milwaukee, Wisconsin, var en amerikansk republikansk politiker. Han representerade delstaten Michigans 8:e distrikt i USA:s representanthus 1889–1891. Han var den 25:e guvernören i Michigan 1901–1905.
Bliss deltog i amerikanska inbördeskriget och befordrades till kapten. Under kriget fick han tillbringa sex månader i konfedererad krigsfångenskap innan han rymde den 29 november 1864.
Bliss blev invald i representanthuset i kongressvalet 1888 men besegrades två år senare av utmanaren Henry M. Youmans. I guvernörsvalet 1900 vann Bliss mot borgmästaren i Detroit William C. Maybury. Två år senare omvaldes Bliss och efter två mandatperioder som guvernör efterträddes han 1905 av Fred M. Warner.
Metodisten och frimuraren Bliss gravsattes på Forest Lawn Cemetery i Saginaw.